# 中国驻拉各斯总领事馆
中华人民共和国驻拉各斯总领事馆（英語：Consulate-General of the People's Republic of China in Lagos），简称中国驻拉各斯总领事馆，是中华人民共和国派驻尼日利亚拉各斯的最高级别外交机构。领区包括拉各斯州、奥贡州、奥孙州、埃基蒂州、翁多州、科吉州、埃多州、三角州、巴耶尔萨州、阿南布拉州、伊莫州、河流州、埃努古州、阿比亚州、阿夸伊博姆州、纳萨拉瓦州、贝努埃州、埃邦伊州、克罗斯河州、塔拉巴州。

## 机构设置
中国驻拉各斯总领事馆设置下列机构：
- 双边处
- 领侨处
- 办公室